# نهر نينانا
نهر نينانا (بالإنجليزية: Lower Tanana)‏ أحد روافد نهر تانانا وهو بطول يقارب من 140 ميل (230 كـم) في وسط ألاسكا في الولايات المتحدة. إنه يستنزف منطقة على المنحدر الشمالي لسلسلة جبال ألاسكا على الحافة الجنوبية لوادي تانانا جنوب غرب فيربانكس.